# Everybody Get Up
Everybody Get Up là bài hát được trình bày bởi nhóm nhạc Five, đây là đĩa đơn thứ tư được phát hành từ album đầu tay 5ive vào tháng 9 năm 1998.

## Thông tin
"Everybody Get Up" được đồng sáng tác bởi Alan Merrill, Jake Hooker, Five và Herbie Crichlow. Được đồng sản xuất bởi Stannard và Rowe. Bài hát này lấy mẫu từ bài hát "I Love Rock 'n' Roll" của Joan Jett. Video của bài hát lấy bối cảnh của một lớp học khi thấy giáo ra ngoài 5 phút và ban nhạc biến cả quang cảnh lớp học trở thành một bữa tiệc.
Bài hát nhận được chứng nhận đĩa bạc cho việc bán được gần 200.000 bản tại UK.

## Danh sách các track
UK CD1
1. Everybody Get Up [Radio Edit] 3:03
2. My Song [Exclusive Single Remix] 3:42
3. Everybody Get Up [Video] 3:05

UK CD2
1. Everybody Get Up [Radio Edit]
2. Everybody Get Up [Johan S Toxic Rock Mix]
3. Everybody Get Up [Paul Masterson Vocal Mix]

UK Cassette
1. Everybody Get Up [Radio Edit]
2. My Song [Exclusive Single Remix]
3. Everybody Get Up [Extended Version]

UK Vinyl
1. Everybody Get Up [Sharp DTPM Mix]
2. Everybody Get Up [Johan S Detox Mix]

## Thứ hạng
| Bảng xếp hạng (1998)            | Vị trí |
| ------------------------------- | ------ |
| New Zealand RIANZ Singles Chart | 1      |
| UK Singles Chart                | 2      |
| Australian ARIA Singles Chart   | 5      |
| Swedish Singles Chart           | 5      |
| Dutch Top 40                    | 9      |
| Bỉ Wallonia Singles Chart       | 13     |
| Bỉ Flanders Singles Chart       | 22     |
| French Singles Chart            | 24     |
| Swiss Singles Chart             | 24     |
| German Singles Chart            | 25     |
| Austrian Singles Chart          | 40     |